# Attacco alla stazione di polizia dell'Autostrada di Ščëlkovo
L'attentato alla stazione di polizia dell'Autostrada di Shchelkovo  è stato un attacco terroristico avuto luogo nella stazione di Polizia della città di Ščëlkovo, vicino a Mosca, il 17 agosto 2016. Due uomini armati con asce e armi da fuoco hanno attaccato la stazione della polizia stradale sull'autostrada Shchelkovskoye vicino a Mosca. Entrambi gli aggressori sono stati uccisi dalla polizia.

## Avvenimenti
L'attacco è avvenuto mercoledì pomeriggio a Balashikha sull'autostrada Shchelkovskoye, 20 km a est di Mosca.  L'attacco alla stazione di polizia è stato compiuto da due uomini armati di fucili e asce. L'attacco ha portato a un grave ferimento del poliziotto Mikhail Balakin, che era in servizio nella strada vicino alla posta. I poliziotti presenti all'interno della stazione di polizia risposero al fuoco. Il tenente Valery Pankov è riuscito a neutralizzare gli aggressori e ha chiesto rinforzi. 

## Vittime
Due poliziotti sono rimasti feriti. Uno di loro, Mikhail Balakin, morì in ospedale due settimane dopo l'attacco.

## Attaccanti
Secondo l'agenzia di stampa Interfax, gli aggressori erano originari della Cecenia. Non erano precedentemente noti alle autorità. Entrambi gli aggressori sono stati uccisi dalla polizia, uno è morto sul colpo, mentre l'altro è poi morto per le ferite riportate. Gli aggressori non avevano complici.

## Reazioni
È stato avviato un procedimento penale presso il Comitato investigativo della Russia sulla base del reato previsto dall'articolo 317 del codice penale della Federazione Russa. Il rappresentante ufficiale del Ministero degli affari interni ha dichiarato che agli agenti di polizia che hanno neutralizzato gli aggressori verrà riconosciuto un premio statale.
Lo Stato islamico dell'Iraq e del Levante ha rilasciato una dichiarazione affermando che gli aggressori erano "combattenti dello Stato islamico"  e definendo l'attentato una vendetta per la campagna di bombardamenti aerei della Russia in Siria avvenuta durante la guerra civile siriana.